# Batalla de Friburgo
La batalla de Freiburgo, llamada también la batalla de los Tres Días, tuvo lugar los días 3, 5 y 9 de agosto de 1644 como parte de la Guerra de los Treinta Años. El ejército bávaro bajo el mando de Franz von Mercy tomó la ciudad de Friburgo el 28 de julio después de un sitio de cinco semanas. El ejército francés bajo el mando de Luis II de Borbón, duque de Enghien, y el mariscal Enrique de la Tour d'Auvergne-Bouillon, vizconde de Turena, trató de recuperarla en tres días diferentes ya que la batalla se interrumpió an varias ocasiones debido a la fuerte lluvia. Aunque los franceses ganaron el primer día de la batalla en la colina Bohl cerca de Ebringen, no fueron capaces de recuperar Friburgo en los dos días siguientes de la batalla de Schlierberg, cerca de la plaza, que permaneció en manos bávaras.

## Antecedentes
Franz von Mercy había vencido a los franceses en la batalla de Tuttlingen el 24 de noviembre de 1643 y pretendía arrebatarles las plazas que aún conservaban en la orilla oriental del Rin, Friburgo de Brisgovia y Breisach. Comenzó por sitiar la primera con quince mil soldados; los defensores, a las órdenes del coronel Canoffsky, eran mil seiscientos. El cerco comentó el 27 de junio de 1644. Turena trató de socorrer la plaza el 1 de julio, pero no lo logró y se dispuso entonces a esperar la llegada de Condé, que acudía desde los alrededores de Sedán a marchas forzadas. Los auxilios no llegaron a tiempo: la plaza capituló el 28 de julio al haber agotado las municiones.
La avanzadilla de Condé llegó a Breisach el día 31, donde lo esperaba impaciente Turena. Los dos jefes franceses se propusieron derrotar a Von Mercy, recuperar Friburgo y expulsar a los bávaros de las orillas del Rin. Von Mercy, no obstante, había aprovechado el tiempo que tardó en llegar el ejército de Condé para fortificar sus posiciones. Este optó por atacar frontalmente la línea enemiga, convencido de poder tomarla por asalto, pese a la opinión contraria del jefe de la guarnición de Breisach, el único de los jefes franceses que conocía la zona. Condé y Turena inspeccionaron las defensas bávaras el 1 de agosto, el mismo día que llegó por fin el grueso del ejército de Condé, denominado «Ejército de Francia», con unos efectivos de seis mil soldados de infantería, cuatro mil de caballería y quince cañones. El de Turena, llamado «Ejército de Weimar» por su antiguo jefe, Bernardo de Weimar, temía un tamaño similar: cinco mil infantes, otros tantos jinetes y veinte cañones.
El plan final francés consistía en un ataque frontal de las tropas de Condé combinado con otro de flanco desde el este rodeando las defensas enemigas en las colinas de Schomberg —situadas al suroeste de Friburgo— que debía llevar a cabo Turena. Los malos caminos hicieron que la ofensiva solo se pudiese emprender a media tarde, para dar tiempo a Turena a alcanzar la retaguardia enemiga; esto dejaba apenas tres horas de luz para librar la batalla.
Por su parte, Von Mercy esperaba la embestida francesa con sus seis mil quinientos infantes y sus seis mil jinetes, amparados en sus defensas en torno a Friburgo, pero ignoraba que al asalto francés le acompañaría un ataque por el flanco oriental. Pese a ello, apostó un regimiento en la ladera noreste del Schomberg.

## La batalla

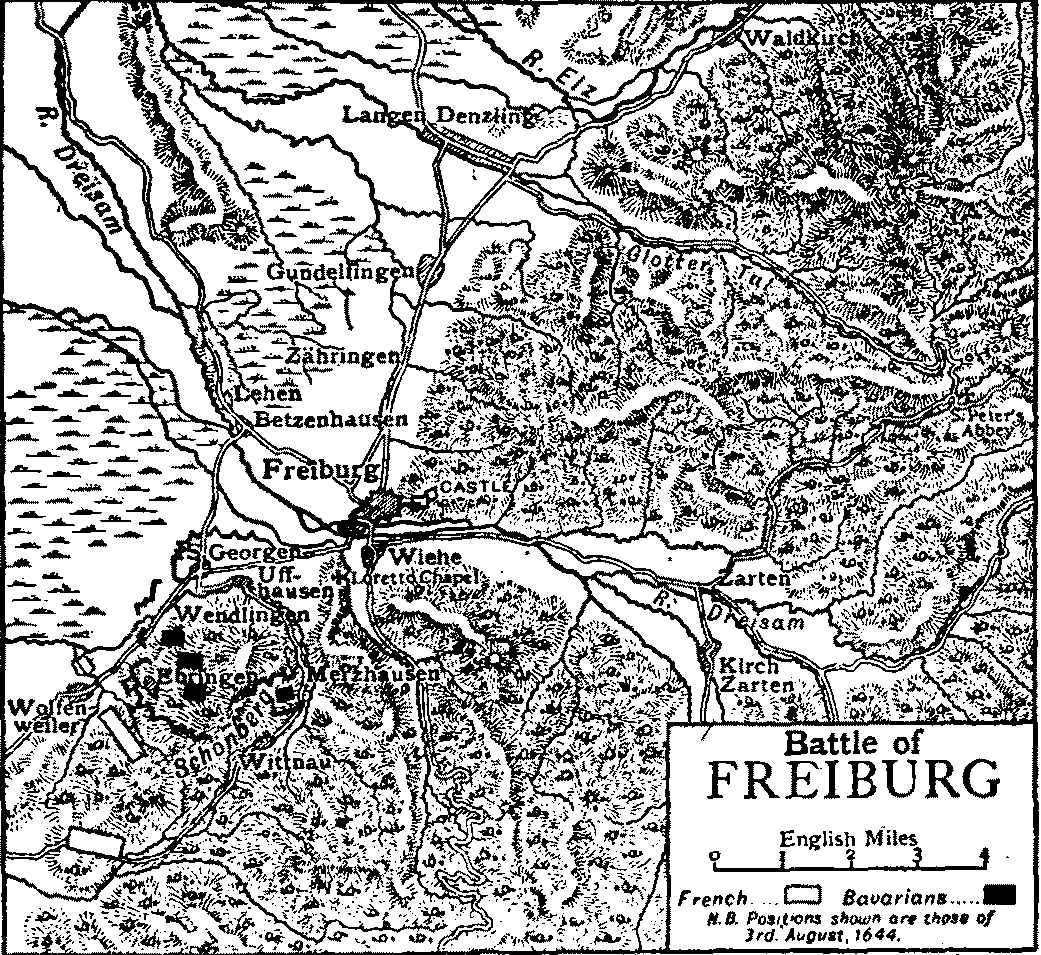
Friburgo y sus alrededores, así como la disposición esquemática de los dos ejército enfrentados.

Turena se puso en camino al alba del 3 de agosto con todo su ejército. Condé comenzó a avanzar con su infantería a las cuatro y media de la tarde. Dividió a los soldados en tres grupos: una reserva de mil quinientos hombres y tres columnas de asalto de mil seiscientos cada una. La caballería avanzaba por la llanura, cubriendo el flanco izquierdo de la infantería. La infantería ocupó el pueblo de Ebringen, situado bajo las líneas enemigas, de las que lo separaban varias terrazas de viñas. El asalto del primer grupo, que se verificó pasadas las cinco de la tarde, fue rechazado por el nutrido fuego de mosquetería de los bávaros. Lo mismo sucedió con la segunda acometida, que llevaron a cabo el primer y el segundo grupo de asalto de Condé. La tercera acometida, en la que participó el propio Condé y su séquito y el conjunto de la infantería, logró apoderarse de los dos reductos que defendían el sector y aniquilar casi totalmente a los dos regimientos que los habían defendido. Otro regimiento logró escapar internándose en el bosque que cubría las colinas.
Los bávaros se concentraron entonces en un fuerte situado más hacia Friburgo, el de la Estrella, que defendía un cuarto regimiento. El ocaso y la lluvia impidieron que Condé lo asaltase como pretendía. De los seis mil franceses que participaron en el asalto a las posiciones enemigas, se perdieron entre mil y mil doscientos, una cifra similar a la del enemigo, que en ese sector había desplegado unos mil novecientos cincuenta soldados.
Mientras, Turena avanzaba arduamente por el sur, rodeando Schomberg por senderos que estorbaban la marcha incluso a la infantería. Para cuando alcanzó Wittnau, el collado que une las colinas de Schomberg con la Selva Negra y desde el que sin más que descender se alcanza la llanura de Friburgo, el enemigo lo había detectado y lo esperaba. Mil mosqueteros franceses desbarataron el primer obstáculo colocado por el enemigo, un abatís y franquearon el paso al grueso del ejército al pueblo de Au, situado más al norte, camino de Merzhausen. Los bávaros cerraron el paso a Turena a la salida de Au; Von Mercy, preocupado por la marcha de Turena, despachó a la zona a su reserva, formada por cuatro regimientos —dos mil seiscientos hombres— situados en Uffhausen, al noroeste. La infantería francesa trató de desalojar a los bávaros de la colina desde la que les impedía avanzar, pero tras dos horas de lucha la lluvia y la noche pusieron fin a los combates sin que lo hubiese conseguido. Turena perdió entre mil quinientos y mil setecientos hombres entre muertos y heridos, y los bávaros entre mil cien y mil doscientos.
Von Mercy se enteró al anochecer de la pérdida de los dos reductos de Bohl y decidió concentrar sus fuerzas en el alcor de Lorettoberg, abandonando tanto la defensa del barranco de Au como el fuerte de la Estrella.
Condé se limitó a ocupar Uffhausen el 4 de agosto, pues los soldados estaban agotados de los combates del día anterior y la lluvia tampoco facilitaba el asalto a la nueva posición enemiga en el Lorettoberg. Los franceses se dispusieron a retomar la ofensiva al día siguiente, desde Uffhausen por el oeste y desde Merzhausen desde el este. El combate del día 5 no siguió el plan trazado, sino que comenzó con una escaramuza de mosqueteros de los dos bandos en torno a un reducto que estorbaba el avance francés. El nutrido fuego de los bávaros frustró los dos ataques de Condé, que perdió mil cien hombres frente a trescientos del enemigo. El siguiente asalto francés lo dirigió Turena pasadas las cinco de la tarde: nuevamente los mosqueteros y la artillería bávara frenó las acometidas de las oleadas de infantería enemiga. Cuando finalmente los franceses se acercaron a los cañones enemigos, la caballería bávara, desmontada, hizo una salida para protegerlos. Las copiosas pérdidas y el desorden causado por el contraataque bávaro frustraron definitivamente el asalto de las tropas de Turena, que se retiraron aprovechando la noche. Los franceses perdieron unos cinco mil hombres entre muertos y heridos en los combates de ese día frente a los mil quinientos del enemigo.

## Consecuencias y últimas escaramuzas
La batalla fue una de las más sangrientas de la guerra de los Treinta Años. perdió 7.500 soldados en ambos lados. Gran parte de las bajas francesas las causó la artillería enemiga, mientras que la francesa apenas participó en la batalla, al igual que la caballería, que tuvo un papel netamente secundario, debido fundamentalmente a que se libró en terreno escarpado.
Los franceses emplearon los tres días siguientes a la batalla (del 6 al 8 de agosto) en trasladar a los heridos a Breisach y a traer de ella refuerzos. Con estos volvió a superar en número al enemigo, que trató de reforzar sus posiciones, lo que hizo que Condé finalmente abandonase sus planes de reanudar el asalto. Optó por obligar a Von Mercy a evacuar Friburgo cortándole la retirada y el abastecimiento, pero el jefe enemigo previó la maniobra y se adelantó, ocupando la abadía de Saint-Pierre, meta de Condé, al amanecer del 10 de agosto. Cerca del pueblo un destacamento de caballería francés, enviado por Condé para ocupar el lugar antes que el enemigo, acometió a la vanguardia bávara, pero fue rechazado. Von Mercy, temiendo la inminente llegada del grueso del ejército de Condé, decidió replegarse y partir hacia Villingen, sin que Condé pudiese alcanzarlo.